# Джерело «Грушівське»
Джерело́ «Гру́шівське» — гідрологічна пам'ятка природи місцевого значення в Україні. Розташована в межах Кельменецької селищної громади Дністровського району Чернівецької області, на захід від села Нагоряни.
Площа 0,25 га. Статус присвоєно 10.06.2004 року. Перебуває у віданні ДП «Сокирянський лісгосп» (Кельменецьке лісництво, кв. 4, вид. 2).